# Sainte-Marie-de-Ré
Sainte-Marie-de-Ré ist eine Gemeinde mit 3392 Einwohnern (Stand 1. Januar 2022) auf der Île de Ré an der französischen Atlantikküste. Es handelt sich um ein Dorf ohne eigenen Hafen an der Südküste der Île de Ré, gegenüber der Küste der Insel Île d’Oléron. Sainte-Marie ist einer der größeren Orte auf der Insel. Zur Gemeinde gehört auch der Marktflecken La Noue en Ré. Der Küstenstreifen bei Sainte-Marie ist zum größten Teil ein Sandstrand mit zum Teil steinigem (felsigem) Untergrund, der es ermöglicht, bei Niedrigwasser gut Muscheln und andere Meeresfrüchte zu sammeln. Es sind aber auch einige kleine Abschnitte mit Steilküste vorhanden.

## Geschichte
Etwa um 700 n. Chr. errichtete Herzog Eudes eine Festung in der Nähe von Sainte-Marie und in der Siedlung ein Kloster, in dem er seinen Lebensabend verbracht haben soll.

### Bevölkerungsentwicklung
| Jahr                       | 1962 | 1968 | 1975 | 1982 | 1990 | 1999 | 2007 | 2016 |
| Einwohner                  | 1178 | 1195 | 1165 | 1317 | 1806 | 2655 | 3082 | 3373 |
| Quellen: Cassini und INSEE |      |      |      |      |      |      |      |      |

## Wirtschaft
Wie die meisten Orte der Insel lebt auch dieser im Wesentlichen von
- Austernzucht, die allerdings ausschließlich an der Nordküste betrieben wird
- Fischerei
- Tourismus. Es gibt eine größere Anzahl von Hotels und Campingplätzen
- Seetourismus und Wassersport.
- An der Südküste befindet sich zwischen Rivedoux-Plage und Sainte-Marie-de-Ré ein namhaftes Thalasso-Zentrum
- Landwirtschaft
  - Es werden überwiegend Kartoffeln, Spargel, Gemüse und Wein angebaut.
  - Der leichte bis mittelschwere Sandboden erlaubt den Anbau von Kartoffelsorten, die es in Frankreich sonst nicht gibt. Sie sind die einzigen Kartoffeln in ganz Frankreich, die das Prädikat A.O.C. tragen dürfen. Das Gemüse wird frankreichweit unter der eigens geschaffenen und geschützten Herkunftsbezeichnung Île de Ré vermarktet.

## Sehenswürdigkeiten
Siehe auch: Liste der Monuments historiques in Sainte-Marie-de-Ré
- Kirche Notre-Dame de l’Assomption mit sehr schönen Votivschiffen. Der Turm war früher schwarz gestrichen und diente als Seezeichen.
- Das Magayant-Haus, ein Museum der Fischerei, der Austernzucht und der Fischschleusen
- Bei Niedrigwasser kann man noch zahlreiche Reste von Fischwehren entdecken. Die Wehre werden von der L’Association de Défense des Écluses à Poissons de l’Ile de Ré (ADEPIR) restauriert und gepflegt.
- Zahlreiche Blockhäuser des Atlantikwalls.
- Der Markt aus dem Mittelalter

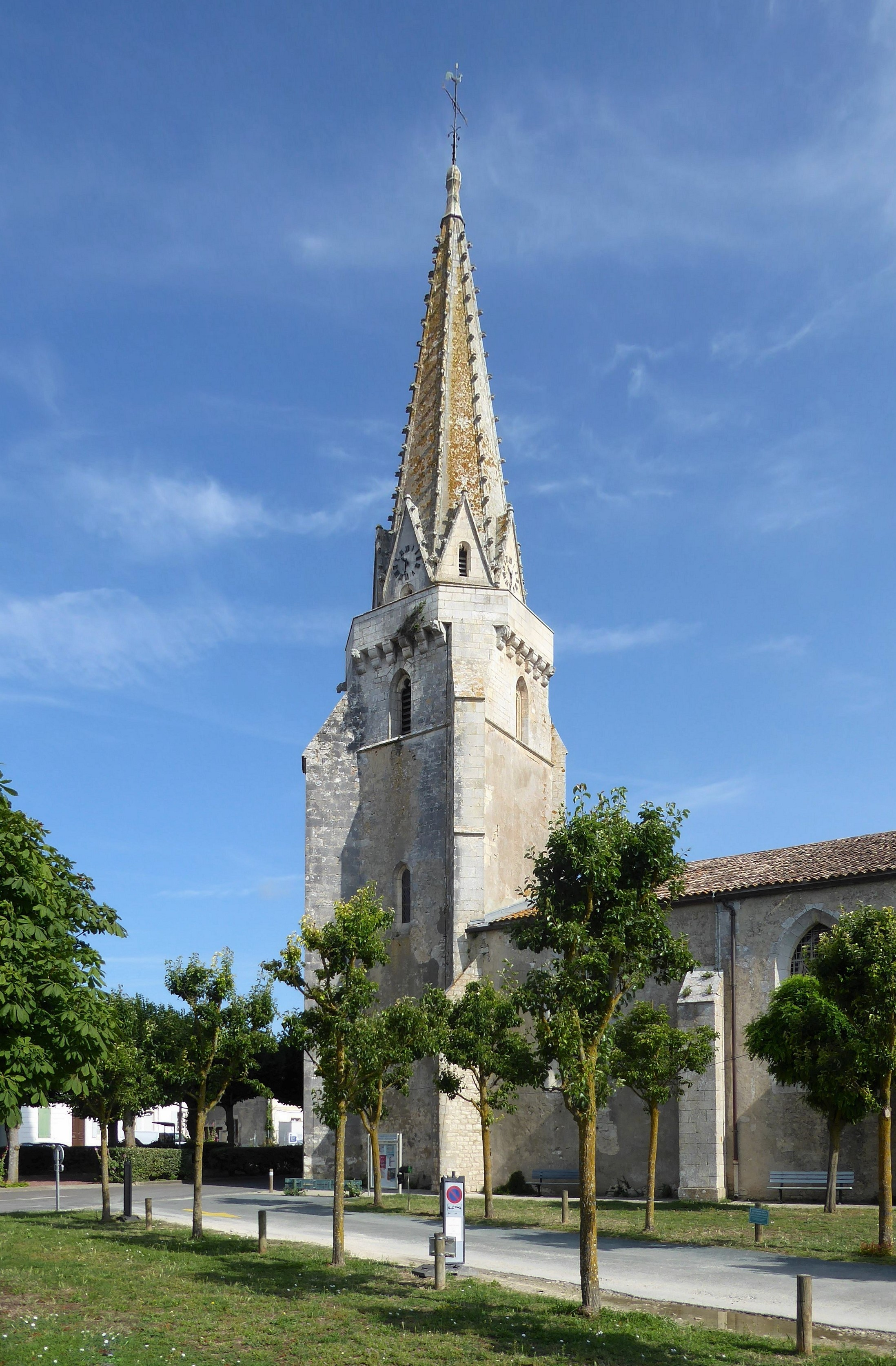
Der denkmalgeschützte Turm der Kirche Notre-Dame-de-l'Assomption
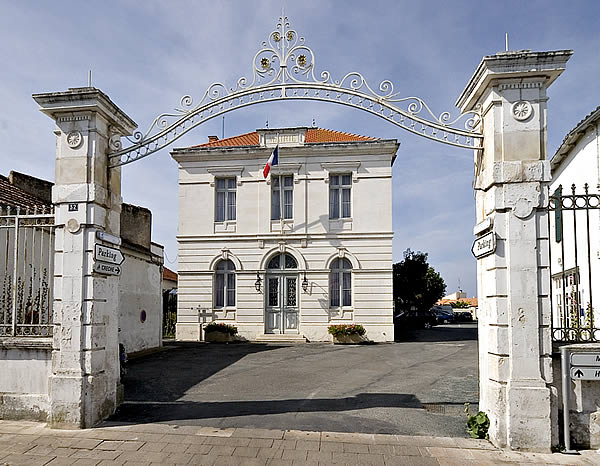
Rathaus
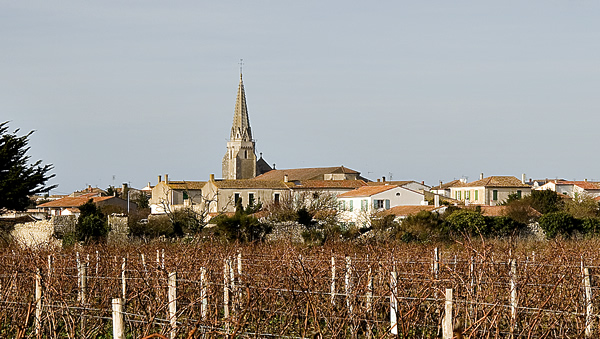
Sainte-Marie-de-Ré hinter den Weingärten (Blick nach Süd-Ost)
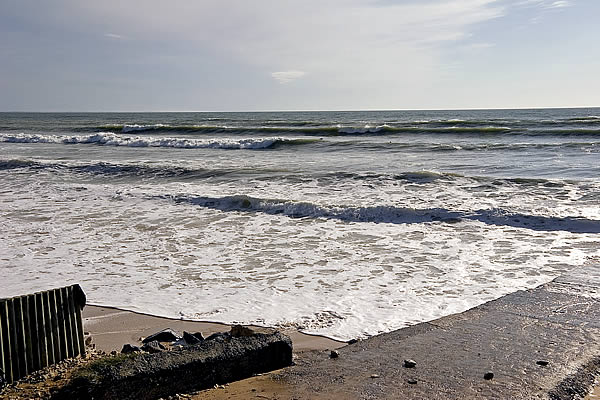
Les Grenettes, ein beliebtes Surfrevier
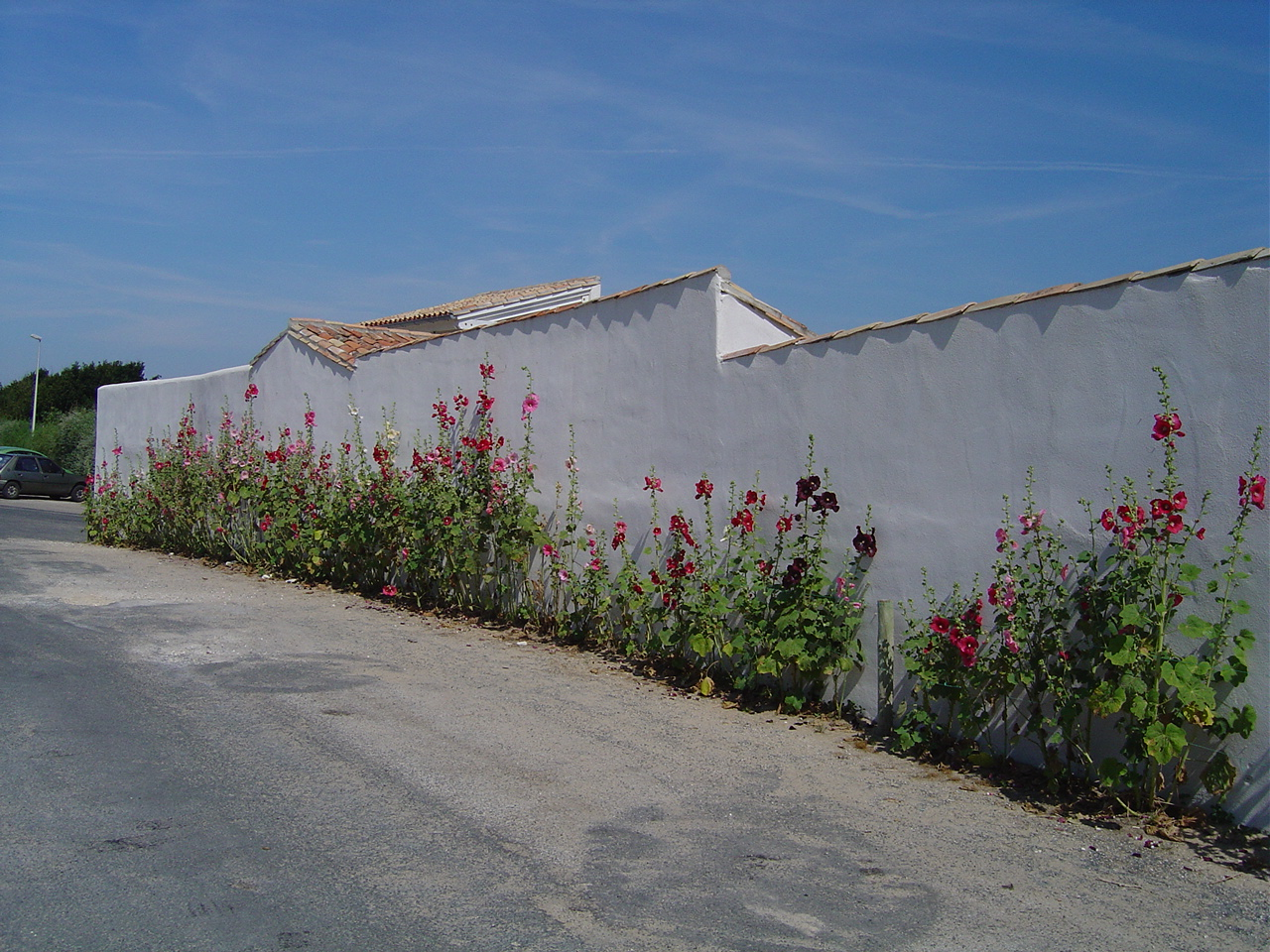
Stockrosen in La Noue